# Ignazio Sanna
Ignazio Sanna (* 20. února 1942, Orune) je italský římskokatolický kněz, badatel v oblasti teologické antropologie a arcibiskup oristanský. Po dosažení věkového limitu v únoru 2017 mu papež František prodloužil úřad o dva roky, úřad ukončil 4. května 2019, kdy se stal jeho nástupcem Mons. Roberto Carboni . Od 3. června 2019 je předsedou Papežské teologické akademie. Je rytířem komturem s hvězdou Řádu Božího hrobu a převorem oristanské delegace řádového místodržitelství na Sardinii.

## Výběrová bibliografie
- La cristologia antropologica di p. Karl Rahner, Edizioni Paoline, Roma, 1970
- Appunti di antropologia. Ut unum sint, Roma, 1979
- L'uomo via fondamentale della Chiesa. Trattato di antropologia teologica. Dehoniane, Napoli, 1984. ISBN 88-06-13001-3
- L'Azione Cattolica dal Concilio al Sinodo. Ave, Roma, 1988.
- Immagine di Dio e libertà umana. Per un'antropologia a misura d'uomo. Città Nuova, Roma, 1990. ISBN 88-311-3219-9
- Dalla parte dell'uomo. La Chiesa e i valori umani, Edizioni Paoline, Roma, 1992. ISBN 978-88-382-4033-1
- Chiamati per nome. Antropologia Teologica, Edizioni San Paolo, Cinisello Balsamo, 1994. ISBN 978-88-215-2757-9
- Teologia come esperienza di Dio. La prospettiva cristologica di Karl Rahner, Queriniana, Brescia, 1997. ISBN 978-88-399-0397-6
- L'antropologia cristiana tra modernità e postmodernità, Queriniana, Brescia, 2001. ISBN 978-88-399-0416-4
- I Papi e la Pontificia Università Lateranense, Lateran University Press, Roma 2001. ISBN 88-465-0200-0
- Nomadi o pellegrini? Sentieri di speranza, Ave, Roma, 2005. ISBN 978-88-8284-275-8
- L'identità aperta. Il cristiano e la questione antropologica, Queriniana, Brescia, 2006. ISBN 978-88-399-0432-4
- Il nostro orizzonte è l'infinito. Lettera pastorale alla Chiesa di Dio che è in Oristano, Edizioni San Paolo, Cinisello Balsamo 2009. ISBN 978-88-215-6653-0